# إبولال إمورا (إيموزار)
إبولال إمورا هي إحدى مشيخات المملكة المغربية، تتبع جغرافيا لعمالة أكادير إدا وتنان وإداريًا لإيموزار. يقدر عدد سكانها بـ 704 نسمة حسب الإحصاء الرسمي للسكان والسكنى لسنة 2004.